# عماري (تمر)
عمّاري (بفتح العين وفتح الميم مع تشديدها) هو أحد أنواع التمور التي تنتجها واحات وادي سوف والطولقة ببسكرة في الجزائر ونفزاوة والجريد بالجنوب التونسي. 

## تمر العماري
يتميز العماري ببسره الأصفر الفاتح ورطبه الأسود مع صغر في الحجم. وتمر العماري هو أول ما ينضج من التمور في أواخر شهر جويلية، ويؤكل باعتباره من باكورات التمور، لكن بمجرد أن تنضج أنواع أخرى من التمور حتى يقع التخلي عنه ولم يعد يلتفت إليه أحد. هذا النوع من التمور لا يقع تسويقه خارج مناطق الواحات إذ أنه سهل التلف، وإنما يباع بكميات ضئيلة في الأسواق المحلية بمناطق الواحات، ولبضعة أيام فقط.

## خصائص النخلة
يعرف الفلاح نخلة العماري حتى وإن لم تكن محملة بثمارها ومن بين خصائصها أنها ذات جريد أخضر غامق، وهو قليل الكثافة بالمقارنة مع أنواع أخرى من النخيل ويبدو منقسما إلى مستويين أحدهما ما فوق العراجين أو الأعذاق والآخر ما دونها. أما سعف نخلة العماري ففيه بعض ارتخاء، ويضاف إلى ذلك أنها ذات عذق برتقالي اللون، كما يظهر في الصورة المصاحبة. 

## معرض صور

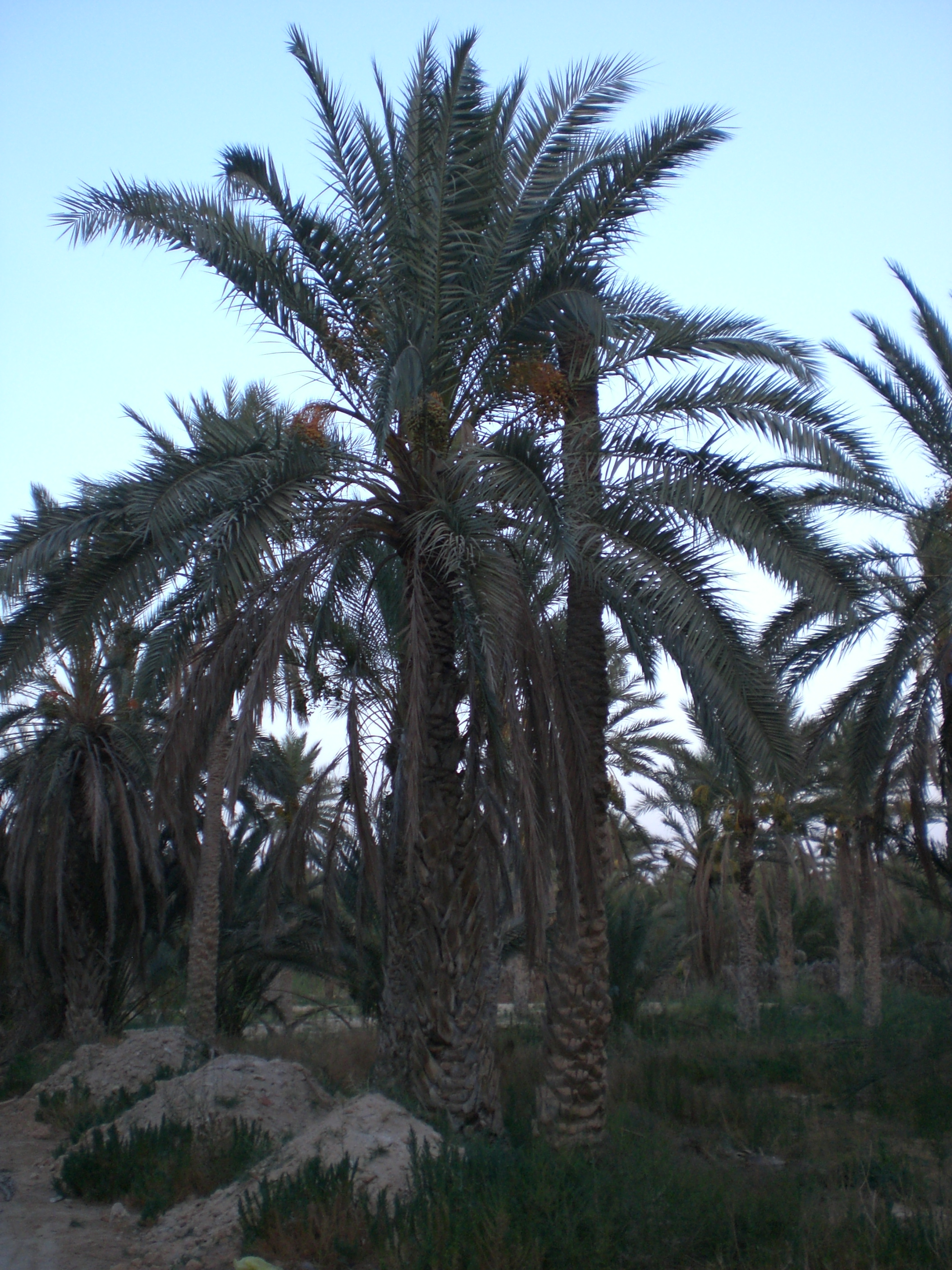
نخلة العماري بواحة قبلي بالجنوب التونسي
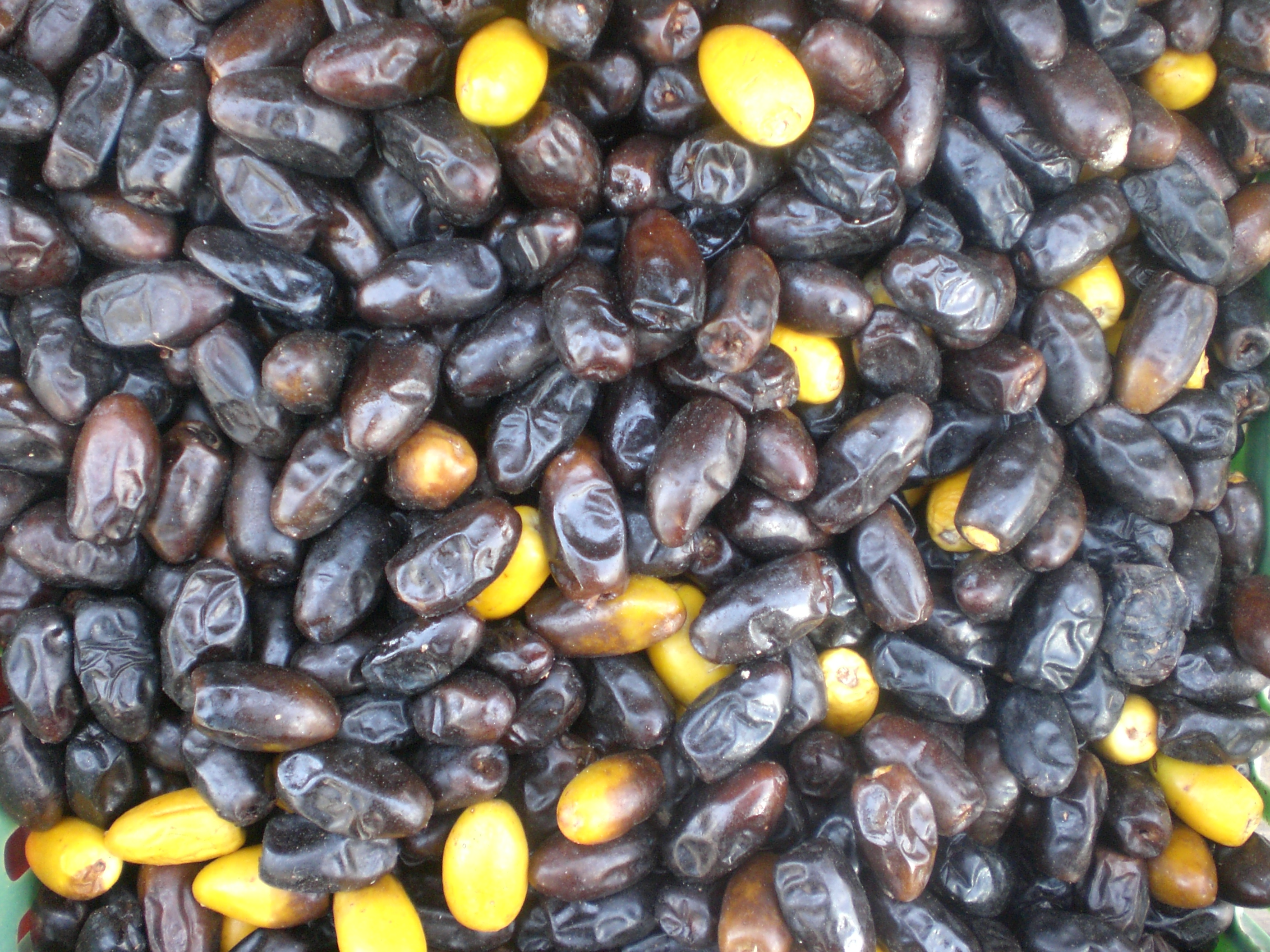
تمر العماري معروض للبيع
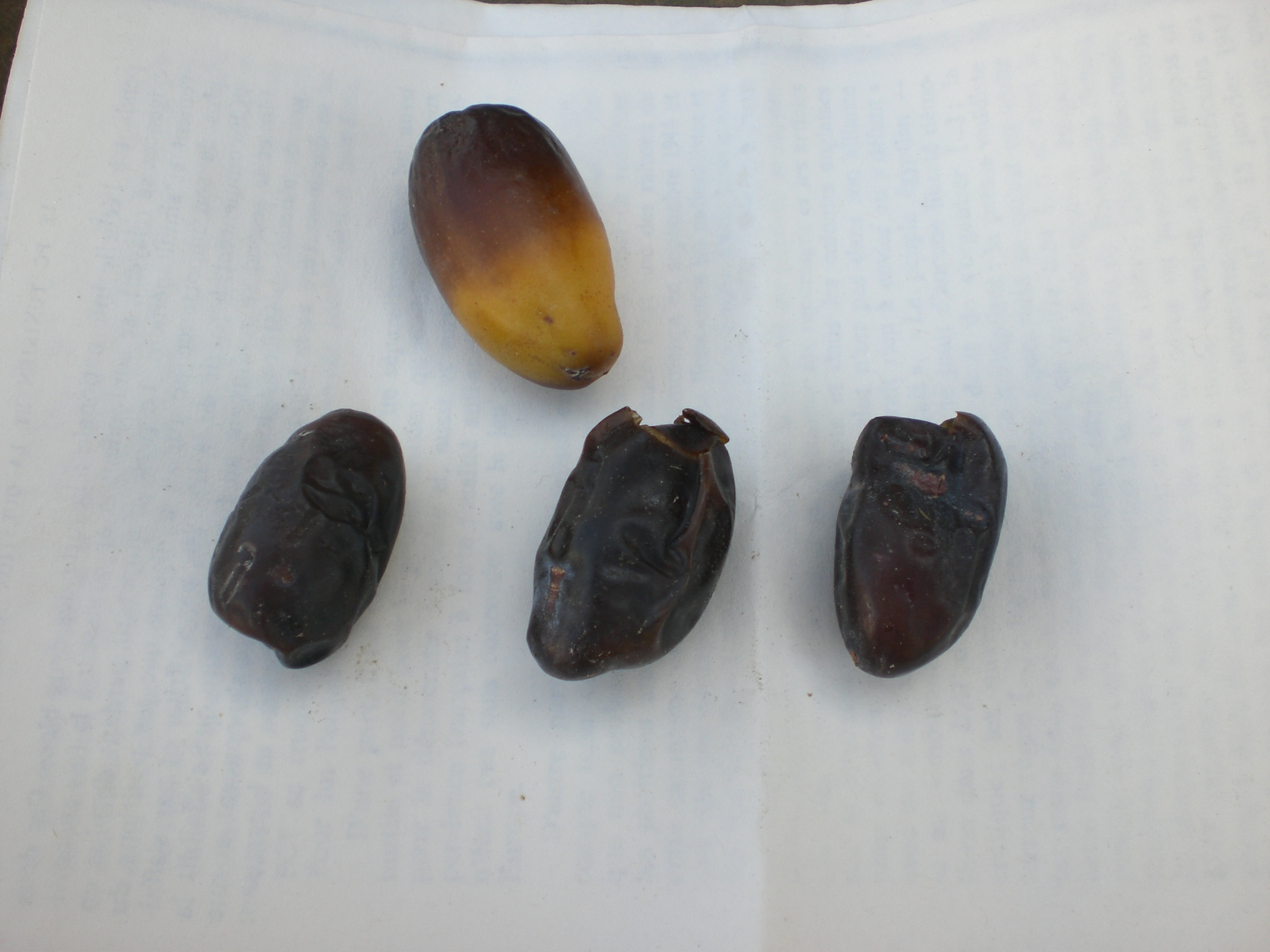
تمر العماري